# Saint-Médard (Pirenéus Atlânticos)
Saint-Médard é uma comuna francesa na região administrativa da Nova Aquitânia, no departamento dos Pirenéus Atlânticos. Estende-se por uma área de 11,53 km². Em 2010 a comuna tinha 211 habitantes (densidade: 18,3 hab./km²).